# Erythropterus cuissi
Erythropterus cuissi is een keversoort uit de familie van de boktorren (Cerambycidae). De wetenschappelijke naam van de soort werd voor het eerst geldig gepubliceerd in 2005 door Napp & Monné.